# Диона
Диона (грч. Διώνη) је у грчкој митологији била божанство.

## Митологија
Хесиод је у теогонији описује као Океаниду, Аполодор као њене родитеље помиње Урана и Геју, а Хигин Етера и Геју. Управљала је пророчиштем у Додони у Теспротији. С обзиром на то да су и њене сестре биле богиње које су поседовале пророчишта, била је идентификована са једном од њих, Фебом, али и са Додоном, епонимном хероином истоименог града. Њено име је женски облик Зевсовог имена (Диос) и она је представљена као његова прва супруга, пре Хере. Она је, према Хомеровој „Илијади“, са њим имала кћерку Афродиту, а према другим ауторима и сина Диониса. Када је њену кћерку у тројанском рату ранио Диомед, она ју је примила на Олимпу и затражила казну за њега.

## Култ
Поштована је у Додони заједно са Зевсом. Према предању, три старе пророчице у њеном храму су вероватно биле њене свештенице, које су називане Пелејаде. Називане су и голубицама, према светој птици њене кћерке Афродите, која је такође поседовала тај храм. И у Атини је постојао жртвеник посвећен овој богињи.

## Друге личности
- Према Аполодору је била једна од Океанида.[3]
- Атласова кћерка, која је била удата за Тантала и са њим имала, према Хигину, сина Пелопа. Овидије је у својим „Метаморфозама“ помиње и као Ниобину мајку. Попут својих сестара Плејада и Хијада, била је вероватно звездана или планинска нимфа, која је живела на лидијској планини Сипилу.[4]
- Једна од Хијада, која се можда звала Тиона.[5]